# Liste der denkmalgeschützten Objekte in Apetlon
Die Liste der denkmalgeschützten Objekte in Apetlon enthält die 7 denkmalgeschützten, unbeweglichen Objekte der burgenländischen Gemeinde Apetlon.

## Denkmäler
| Foto |                 | Denkmal                                                                 | Standort                                           | Beschreibung | Metadaten |
| ---- | --------------- | ----------------------------------------------------------------------- | -------------------------------------------------- | --- | --- |
| ja   | Datei hochladen | Rosalienkapelle, Tschidakapelle HERIS-ID: 9839 Objekt-ID: 5887seit 2015 | Standort KG: Apetlon                               | Die Kapelle, ein kleiner Giebelbau mit 3/8-Schluss, wurde anlässlich des Endes einer Pestepidemie im Jahr 1713 von Herrn Anton Tschida (Tschidakapelle) zu Ehren der Schutzheiligen Rosalia gestiftet. | BDA-Hist.: Q38050366 Status: Bescheid Stand der BDA-Liste: 2025-06-30 Name: Rosalienkapelle, Tschidakapelle GstNr.: 1431/2 Rosaliakapelle (Apetlon)             |
| ja   | Datei hochladen | Hügelgrab Rosalia-Kapelle HERIS-ID: 111196 Objekt-ID: 128984            | Fuchsloch Standort KG: Apetlon                     | Die Kapelle wurde auf einem Hügelgrab aus der Bronzezeit errichtet. | BDA-Hist.: Q37822574 Status: Bescheid Stand der BDA-Liste: 2025-06-30 Name: Hügelgrab Rosalia-Kapelle GstNr.: 1431/1, 1431/2 Hügelgrab Rosaliakapelle (Apetlon) |
| ja   | Datei hochladen | Ortskapelle hl. Antonius HERIS-ID: 9840 Objekt-ID: 5888seit 2017        | Illmitzerstraße 8, bei Standort KG: Apetlon        | | BDA-Hist.: Q38050452 Status: Bescheid Stand der BDA-Liste: 2025-06-30 Name: Ortskapelle hl. Antonius GstNr.: 725/3 Antoniuskapelle (Apetlon)                    |
| ja   | Datei hochladen | Kath. Pfarrkirche hl. Margaretha HERIS-ID: 9838 Objekt-ID: 5886         | Kirchengasse 7a Standort KG: Apetlon               | Pfarre in der Reformation aufgehoben und 1702 wieder errichtet, spätbarockes Schiffsjoch mit anschließendem modernen Bau 1974/1975, von Josef Patzelt.                                                 | BDA-Hist.: Q23660842 Status: § 2a Stand der BDA-Liste: 2025-06-30 Name: Kath. Pfarrkirche hl. Margaretha GstNr.: 72 Pfarrkirche hl. Margaretha, Apetlon         |
| ja   | Datei hochladen | Dreifaltigkeitssäule HERIS-ID: 9842 Objekt-ID: 5890                     | Wallernerstraße 22, gegenüber Standort KG: Apetlon | Auf einem quadratischen Sockel ist eine Art dorische Säule aufgesetzt und darauf eine Dreifaltigkeitsgruppe. Die Säule wurde 1885 von der Familie Fleischhacker gestiftet.                             | BDA-Hist.: Q38050561 Status: § 2a Stand der BDA-Liste: 2025-06-30 Name: Dreifaltigkeitssäule GstNr.: 1702/1                                                     |
| ja   | Datei hochladen | Friedhofskreuz HERIS-ID: 9841 Objekt-ID: 5889                           | Wallernerstraße 13b Standort KG: Apetlon           | Steinkreuz mit trauernder Maria, bezeichnet Jacob Zida 1795 Eva Zidain, 1953 restauriert. | BDA-Hist.: Q38050505 Status: § 2a Stand der BDA-Liste: 2025-06-30 Name: Friedhofskreuz GstNr.: 695 Friedhofskreuz Apetlon                                       |
| ja   | Datei hochladen | Figurenbildstock Rotes Kreuz HERIS-ID: 9843 Objekt-ID: 5891             | Standort KG: Apetlon                               | Steinpfeiler mit guter Pietà aus dem 18. Jahrhundert. | BDA-Hist.: Q38050607 Status: § 2a Stand der BDA-Liste: 2025-06-30 Name: Figurenbildstock Rotes Kreuz GstNr.: 859/2 Figurenbildstock Rotes Kreuz                 |